# Colonia Álvaro Obregón, Lerma
Colonia Álvaro Obregón, officiellt Colonia Álvaro Obregón Tlalmimilolpan, är ett samhälle i kommunen Lerma i delstaten Mexiko i Mexiko. Orten hade 4 716 invånare vid folkräkningen år 2020.